# Zajača
Zajača (en serbe cyrillique : Зајача) est un village de Serbie situé sur le territoire de la Ville de Loznica, district de Mačva. Au recensement de 2011, il comptait 574 habitants.

## Démographie

### Évolution historique de la population
| 1948 | 1953  | 1961  | 1971 | 1981 | 1991 | 2002 | 2011 |
| ---- | ----- | ----- | ---- | ---- | ---- | ---- | ---- |
| 745  | 1 117 | 1 272 | 886  | 814  | 721  | 693  | 574  |

|  |